# エドモンド・ジェローム・マッカーシー
エドモンド・ジェローム・マッカーシー（Edmund Jerome McCarthy、1928年2月20日 - 2015年12月3日）は、アメリカのマーケティング学者である。マーケティング・ミックスの4Pを提唱した学者である。

## 概要
- 1950年ノースウェスタン大学卒業、1958年ミネソタ大学ツインシティー校からPh.D.取得。
- ミシガン州立大学、ノートルダム大学などで教授を務めた。
- 1960年、マーケティングの4つの要素の構成要素としてマーケティング・ミックスの4P概念を提唱した。

## 著書
- E.Jerome McCarthy(1960), Basic Marketing, Richard D.Irwin,Inc..
  - 翻訳書：浦郷義郎・粟屋義純（1978）『ベーシック・マーケティング』東京教学社。